# Bandol (Francja)
Bandol – miejscowość i gmina we Francji, w regionie Prowansja-Alpy-Lazurowe Wybrzeże, w departamencie Var.
Według danych na rok 1990 gminę zamieszkiwało 7431 osób, a gęstość zaludnienia wynosiła 866 osób/km² (wśród 963 gmin regionu Prowansja-Alpy-W. Lazurowe Bandol plasuje się na 88. miejscu pod względem liczby ludności, natomiast pod względem powierzchni na miejscu 734.).
Miasto dało swoją nazwę okolicznej apelacji winiarskiej AOC Bandol.

## Współpraca
Miejscowość partnerska:
- Nettuno, Włochy
- Onex, Szwajcaria
- Wehr, Niemcy